# Frantz Liouville
François Félix Liouville, dit Frantz Liouville, né à Saint-Mihiel le 5 février 1833 et mort à Paris le 29 janvier 1901, est un compositeur français.

## Biographie
Il composa de nombreuses partitions musicales de chansons sur des textes entre autres de Charles Blondelet, Amédée de Jallais ou Émile Carré, ainsi que la musique de plusieurs opérettes et des morceaux de musique classique.

## Œuvres
On lui doit plus de trois cents compositions musicales telles que :
- 1860 : Crétinet en service !, scène comique, paroles de Léon Zénon
- 1861 : Le Bibi d'Odette !, villanelle bouffe de Paul Mérigot
- 1862 : Chaumière et palais !, mélodie, paroles d'Émile Richebourg
- 1862 : Les Chevaux de bois, polka pour piano, Op. 19
- 1868 : C'est pour eux que vient mon Blé !, chanson d'Oscar de Poli
- 1872 : Coucou, Madelinette !, chanson, paroles et musique
- 1872 : Un Homme qui vous aime !, chansonnette d'Hippolyte Bedeau
- 1873 : Une autre !, chanson de Félix Baumaine et Charles Blondelet
- 1874 : Ah ! ça s'rait pas à souhaiter !, expression populaire de Louis Gabillaud
- 1874 : Une Conquête au parapluie, saynète bouffe de Gabillaud
- 1881 : La Comète !, chanson d'Octave Pradels
- 1882 : Les Coquilles télégraphiques !, scène comique, paroles de Émile Gouget
- 1883 : Berlurette et Larfaillon, opérette-bouffe en 1 acte de Charles Blondelet
- 1884 : Le Baiser !, fantaisie d'Amédée de Jallais
- 1888 : Aimé de sa portière, chansonnette de Émile Baneux
- 1893 : Cœur content, fantaisie pour alto ou cor en mi bémol avec accompagnement de piano
- 1898 : Câline !, valse pour piano
- 1899 : Les deux Tableaux !, duo saynète avec parlé, paroles de Marie Vernet

## Distinctions
- Officier de l'Instruction publique (arrêté ministériel du 13 juillet 1889).